# Gloria Vizzini
Gloria Vizzini (Caltanissetta, 23 settembre 1978) è una politica italiana.

## Biografia
È nata a Caltanissetta, ma vive a Lucca; si è laureata in Lettere Classiche all’Università di Palermo e ha conseguito il Dottorato in Filologia greca e latina all'Università di Firenze, di professione è insegnante di lettere.

### Elezione a deputato
Alle elezioni politiche del 2018 viene eletta alla Camera dei Deputati, nelle liste del Movimento 5 Stelle nella circoscrizione Toscana.
In data 1º luglio 2019 viene espulsa dal partito in quanto ne avrebbe violato più volte lo statuto e il codice etico.
Il 22 dicembre 2020 aderisce alla Componente del Misto Centro Democratico - Italiani in Europa, e ritorna a sostegno della maggioranza del governo Conte II. Il 4/3/2021 lascia la componente di Centro Democratico-Italiani in Europa e torna tra gli Indipendenti del Gruppo Misto.